# Gulab jamun
Le gulab jamun (hindi : गुलाब जामुन ; ourdou : گلاب جامن) est une pâtisserie et un dessert originaire du sous-continent indien. Il est présenté sous la forme de boulettes de pâte, cuites dans l'huile et servies avec un sirop épais. Il est parfumé de cardamome. On l'appelle lal mohan (népalais : लाल मोहन) au Népal et on le sert parfois avec du yaourt.
Le mot gulab se réfère au sirop parfumé à l'eau de rose, tandis que le jamun est un fruit indien d'apparence semblable à ce dessert.